# Równica (kolonia)
Równica – kolonia w Polsce położona w województwie kujawsko-pomorskim, w powiecie brodnickim, w gminie Zbiczno, w pobliżu wschodniego brzegu jeziora Retno. Osada została założona w roku 1738 jako osiedle królewskie.
W latach 1975–1998 miejscowość administracyjnie należała do województwa toruńskiego.